# Легка атлетика на літніх Олімпійських іграх 2024 — естафетна марафонська спортивна ходьба (змішана)
Змагання з естафетної марафонської спортивної ходьби на літніх Олімпійських іграх 2024 у Парижі проходитимуть 7 серпня на шосейній трасі, прокладеній біля Палацу Шайо та стануть дебютними в історії олімпійських легкоатлетичних змагань.
За регламентом змагань, у кожній естафетній команді братимуть участь по одному чоловіку та жінці, які почергово (чоловік → жінка → чоловік → жінка) долатимуть на дистанції етапи приблизно однакової довжини (по 10+ км).

## Кваліфікація
Світова легка атлетика встановила квоту у 25 команд, які могли взяти участь у олімпійських змаганнях з естафетної марафонської спортивної ходьби. Квота була сформована за рахунок команд, які посіли 1-22 місця в цій дисципліні на командному чемпіонаті світу зі спортивної ходьби 2024. Інші три команди добирались для заповнення встановленої квоти за рейтингом Світової легкої атлетики з естафетної марафонської спортивної ходьби. Найкращі п'ять команд на командному чемпіонаті світу з ходьби могли заявити до участі в Іграх-2024 по дві команди, а інші — по одній.
В олімпійських змаганнях з естафетної марафонської спортивної ходьби будуть представлені команди таких країн:
- Японія (2 команди)
- Іспанія (2 команди)
- Австралія (2 команди)
- Китай (2 команди)
- Колумбія (2 команди)
- Італія
- Мексика
- Бразилія
- Україна
- Франція
- Німеччина
- Індія
- Туреччина
- Словаччина
- Польща
- Канада
- Угорщина
- Еквадор
- Перу
- Чехія

## Напередодні старту
Основні рекордні результати на початок змагань:
| WB | ІталіяФранческо Фортунато Валентина Траплетті | 2:56.45 | Анталія | 21 квітня 2024 |
| OR | відсутній (нова дисципліна)                   |         |         |                |
| WL | {{}}[[]]                                      |         | [[]]    |                |

## Результати
Помилка:ID сторінки не надано на YouTube
| Місце    | Команда  | Атлети по етапах | Час  | Примітки |  |
| I та III | II та IV |                  |      |          |  |
| -------- | -------- | ---------------- | ---- | -------- |  |
| 1        |          | [[]]             | [[]] |          |  |
| 2        |          | [[]]             | [[]] |          |  |
| 3        |          | [[]]             | [[]] |          |  |
| 4        |          | [[]]             | [[]] |          |  |
| 5        |          | [[]]             | [[]] |          |  |
| 6        |          | [[]]             | [[]] |          |  |
| 7        |          | [[]]             | [[]] |          |  |
| 8        |          | [[]]             | [[]] |          |  |
| 9        |          | [[]]             | [[]] |          |  |
| 10       |          | [[]]             | [[]] |          |  |
| 11       |          | [[]]             | [[]] |          |  |
| 12       |          | [[]]             | [[]] |          |  |
| 13       |          | [[]]             | [[]] |          |  |
| 14       |          | [[]]             | [[]] |          |  |
| 15       |          | [[]]             | [[]] |          |  |
| 16       |          | [[]]             | [[]] |          |  |
| 17       |          | [[]]             | [[]] |          |  |
| 18       |          | [[]]             | [[]] |          |  |
| 19       |          | [[]]             | [[]] |          |  |
| 20       |          | [[]]             | [[]] |          |  |
| 21       |          | [[]]             | [[]] |          |  |
| 22       |          | [[]]             | [[]] |          |  |
| 23       |          | [[]]             | [[]] |          |  |
| 24       |          | [[]]             | [[]] |          |  |
| 25       |          | [[]]             | [[]] |          |  |